# 久保田明
久保田明（くぼた あきら）は、映画評論家。シティロードの編集を務めたあとに、フリーランスの映画評論家になる。月刊HiVi誌上にLD時代から二十年に渡って「VIDEO SOFT VIEW」というレビューを書き続けた。
別冊宝島『このビデオを見ろ!』にロジャー・コーマンと門下生についてのエッセイ「ロジャー・コーマンのＢ級映画学校　AIP、ニューワールド 卒業生名簿」を寄稿。別冊映画秘宝のムック『衝撃の世界映画事件史(洋泉社MOOK)』でコーマンにロング・インタビューを敢行する。